# E. Allen Emerson
E. Allen Emerson (Dallas (Texas), 2 juni 1954 – Austin (Texas), 15 oktober 2024), was een Amerikaans informaticus. Emerson heeft bijdragen geleverd op het gebied van tijdslogica, model checking en formele verificatie. Samen met Edmund M. Clarke en Joseph Sifakis won hij in 2007 de Turing Award.
Emerson overleed op 15 oktober 2024 op 70-jarige leeftijd.

## Biografie
In 1976 heeft Emerson een Bachelor of Science behaald in wiskunde aan de Universiteit van Texas in Austin. Zijn Ph.D. behaalde hij in 1981 aan de Harvard-universiteit in toegepaste wiskunde.
In 1985 ontving hij de Best Software Paper Award op de 18th Hawaii International Systems Sciences Conference. In 1998 ontving hij samen met Randal E. Bryant, Edmund M. Clarke en Kenneth L. McMillan de Paris Kanellakis Award voor Symbolic model checking. In 1999 ontving hij samen met hen ook de Allen Newell Award for Research Excellence van de Carnegie Mellon University.
In 2007 won hij samen met Edmund M. Clarke en Joseph Sifakis de Turing Award voor hun werk over model checking:
For his role in developing Model-Checking into a highly effective verification technology, widely adopted in the hardware and software industries.— Association for Computing Machinery